# Acklandia curvata
Acklandia curvata är en tvåvingeart som beskrevs av Xiaolong Cui och Fan 1983. Acklandia curvata ingår i släktet Acklandia och familjen blomsterflugor. Inga underarter finns listade i Catalogue of Life.